# Murad Muwafi
Murad Muwafi (arabisch مراد موافي, DMG Murād Muwāfī; * 2. Februar 1950 in Alexandria, Königreich Ägypten) ist ein ägyptischer Politiker und Generalmajor. Muwafi bekleidete auch das Amt des Gouverneurs des Nord-Sinai während eines Aufstands in der Region im Jahr 2011. Kurz vor dem Ende der Herrschaft von Mubarak wurde er zum Leiter des ägyptischen Geheimdienstes ernannt. Am 8. August 2012 wurde er von Mohammed Mursi, dem damaligen Präsidenten, aus dieser Position entlassen.

## Leben
Er besuchte die Abbassia High School für außergewöhnliche Leistungsträger und erlangte im Jahr 1968 sein Abitur (Thanawia Amma). Anschließend trat er der Ägyptischen Militärakademie bei und schloss diese 1970 als Teil der Klasse Nr. 57 erfolgreich ab. Danach trat er den ägyptischen Spezialeinheiten "The Thunderbolt" bei und diente dort sechzehn Jahre lang. Während dieser Zeit erhielt er eine besondere Zertifizierung für Spezialoperationen und Bergsteigen in Frankreich. Er nahm auch am Abnutzungskrieg teil.
Im Jahr 1973 nahm er am Oktoberkrieg teil und wurde danach als Ausbilder bei den Spezialeinheiten eingesetzt. Später wurde er zum Geschwaderkommandeur an der Schule für Spezialeinheiten ernannt. Von 1987 bis 1989 war er Kommandeur eines Infanteriebataillons. Während des zweiten Golfkriegs wurde er für vier Jahre in ein arabisches Land entsandt, um militärisches Fachwissen auszutauschen.
Von 1993 bis 1995 diente er als Brigadekommandeur und erhielt den Orden der Republik Ägypten der zweiten Stufe sowie den Orden für militärische Verdienste der zweiten Stufe. Darüber hinaus wurde er mit der Medaille für langjährige Dienste und gute Beispiele, dem Orden für Verdienste der ersten Stufe und der Medaille für hervorragende Dienste ausgezeichnet. Zusätzlich erhielt er die Medaille des Großen Chevaliers des Präsidenten der Republik Frankreich.
Von 1998 bis 2000 war er Kommandeur der mechanisierten Infanteriedivision in der Zweiten Armee. Anschließend übernahm er die Position des Direktors des militärischen Nachrichtendienstes. Im Januar 2010 wurde er zum Gouverneur des Nordsinai ernannt und bekleidete dieses Amt bis Januar 2011.
Am 31. Januar 2011 ernannte ihn der ehemalige Präsident Husni Mubarak zum Direktor des ägyptischen Geheimdienstes, nachdem der vorherige Direktor Omar Suleiman zum Vizepräsidenten ernannt worden war. Murad Muwafi heiratete 1978 und hat drei Kinder.
Im Jahr 2012 wurde er Zeuge eines tödlichen Anschlags, der von mutmaßlichen Islamisten in der Nähe der Grenze zwischen dem Gazastreifen, Israel und Ägypten verübt wurde. Muwafi enthüllte später, dass der israelische Inlandsgeheimdienst Informationen über den Plan zur Ermordung von 17 ägyptischen Rekruten während des Fastenmonats Ramadan bei einer Mahlzeit in ägyptischen Rafah an alle relevanten staatlichen Behörden weitergegeben hatte. Als Reaktion darauf wurde er am 8. August 2012 von seinem Posten als Direktor des Geheimdienstes durch den damaligen Präsidenten Mohammed Mursi entlassen.
Muwafi war auch an den Plänen für ein Wahlbündnis während der ägyptischen Parlamentswahlen 2015 beteiligt. Es wurde berichtet, dass er die Absicht hatte, eine eigene politische Partei zu gründen, die im Falle eines Wahlsieges Abd al-Fattah as-Sisi unterstützen würde. Später tauchte Muwafi in einem geleakten Strategiepapier auf, das ihn als einen der von den Vereinigten Arabischen Emiraten unterstützten Kandidaten für die Nachfolge as-Sisis nannte.